# وادیم کراسوسلسکی
وادیم کراسوسلسکی (روسی: Вади́м Никола́евич Красносе́льский؛ زادهٔ ۱۴ آوریل ۱۹۷۰) سیاست‌مدار اهل اتحاد جماهیر سوسیالیستی شوروی است که در انتخابات ۱۶ دسامبر ۲۰۱۶ با دریافت ۶۲ درصد آرا، رئیس جمهور یوگنی شوچوک را شکست داد و به عنوان سومین رئیس جمهور ترنسنیستریا انتخاب شد.